# Halomonas

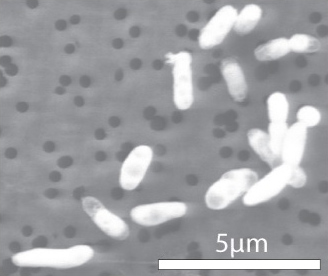
Halomonas sp. GFAJ-1

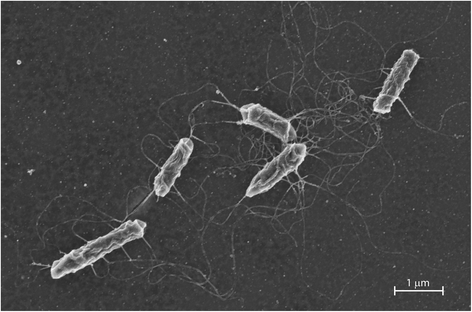
REM-Aufnahme von Halomonas sp. R5-57.

Halomonas ist eine Gattung halophiler (salzverträglicher) Bakterien. Sie wachsen in einem Bereich von 5 bis 25 % Natriumchlorid (NaCl).
Die Mitglieder der Gattung Halomonas werden auch als Halomonaden bezeichnet (Trivialisierung).
Ein homotypisches Synonym der Gattungsbezeichnung ist Deleya Baumann et al. 1983 [emend. Akagawa & Yamasato 1989].
Die Typusart der Gattung ist Halomonas elongata.

## Beschreibung
Die Halomonaden sind gramnegative, stäbchenförmige Bakterien, typischerweise 1,6-1,9 μm lang und 0,6-0,8 μm im Durchmesser. Sie bewegen sich mit Hilfe ihrer Geißeln. Sie wachsen aerob (in Gegenwart von Sauerstoff); Berichten zufolge können einige Arten auch ohne Sauerstoff wachsen. Auf einer Agarplatte wachsen, bilden sie weiß-gelbe Kolonien, die sich mit der Zeit hellbraun verfärben.

## Etymologie
Der Name Halomonas leitet sich ab vom altgriechischen Substantiv ἅλς (auch ἁλός hals) ‚Salz‘ und von μονάς monas, was nominell ‚eine Einheit‘ bedeutet, ein Begriff der üblicherweise zur Bezeichnung von Bakterien und anderen Mikroben verwendet wird; Halomonas bedeutet also eine salz(-tolerante) Monade.

## Artenliste
Es sind viele Arten der Gattung Halomonas beschrieben worden, dazu kommen weitere Stämme, die evtl. ebenfalls weitere Arten darstellen. Dazu gehören nach der List of Prokaryotic names with Standing in Nomenclature (LPSN), sowie der Taxonomie des National Center for Biotechnology Information (NCBI):
- H. bluephagenesis (syn. H. sp000219565, Halomonas sp. TD01)[A. 1][5][6][7]

- H. alimentaria
- H. alkaliantarctica
- H. alkaliphila
- H. almeriensis
- H. andesensis
- H. anticariensis
- H. aquamarina[A. 2]
- H. arcis
- H. axialensis
- H. beimenensis
- H. boliviensis
- H. campaniensis
- H. campisalis
- H. caseinilytica
- H. cerina
- H. cibimaris
- H. cupida
- H. daqiaonensis
- H. daqingensis
- H. denitrificans
- H. desiderata
- H. elongata
- H. eurihalina
- H. flava
- H. fontilapidosi
- H. garicola
- H. gomseomensis
- H. gudaonensis
- H. halmophila[A. 3]
- H. halocynthiae
- H. halodenitrificans
- H. halophila
- H. hamiltonii
- H. heilongjiangensis
- H. huangheensis
- H. hydrothermalis
- H. ilicicola
- H. janggokensis
- H. jeotgali
- H. johnsoniae
- H. kenyensis
- H. koreensis
- H. korlensis
- H. kribbensis
- H. lutea
- H. lutescence
- H. magadiensis
- H. maura
- H. meridiana[8][9]
- H. mongoliensis
- H. muralis
- H. nanhaiensis
- H. neptunia
- H. niordiana
- H. nitroreducens
- H. olivaria
- H. organivorans
- H. pacifica
- H. pantelleriensis
- H. qiaohouensis
- H. qijiaojingensis
- H. ramblicola
- H. rifensis
- H. sabkhae
- H. saccharevitans
- H. salicampi
- H. salifodinae
- H. salina
- H. salipaludis
- H. sediminicola
- H. shengliensis
- H. sinaiensis
- H. smyrnensis
- H. socia
- H. songnenensis
- H. stenophila
- H. stevensii
- H. subglaciescola
- H. subterranea
- H. sulfidaeris
- H. taeanensis
- H. titanicae
- H. urumqiensis
- H. variabilis
- H. ventosae
- H. venusta
- H. vilamensis
- H. xianhensis
- H. xinjiangensis
- H. zhangjiangensis
- H. zincidurans
- H. sp. GFAJ-1
- H. sp. R5-57[10]
- H. sp. YK44[A. 4][11]

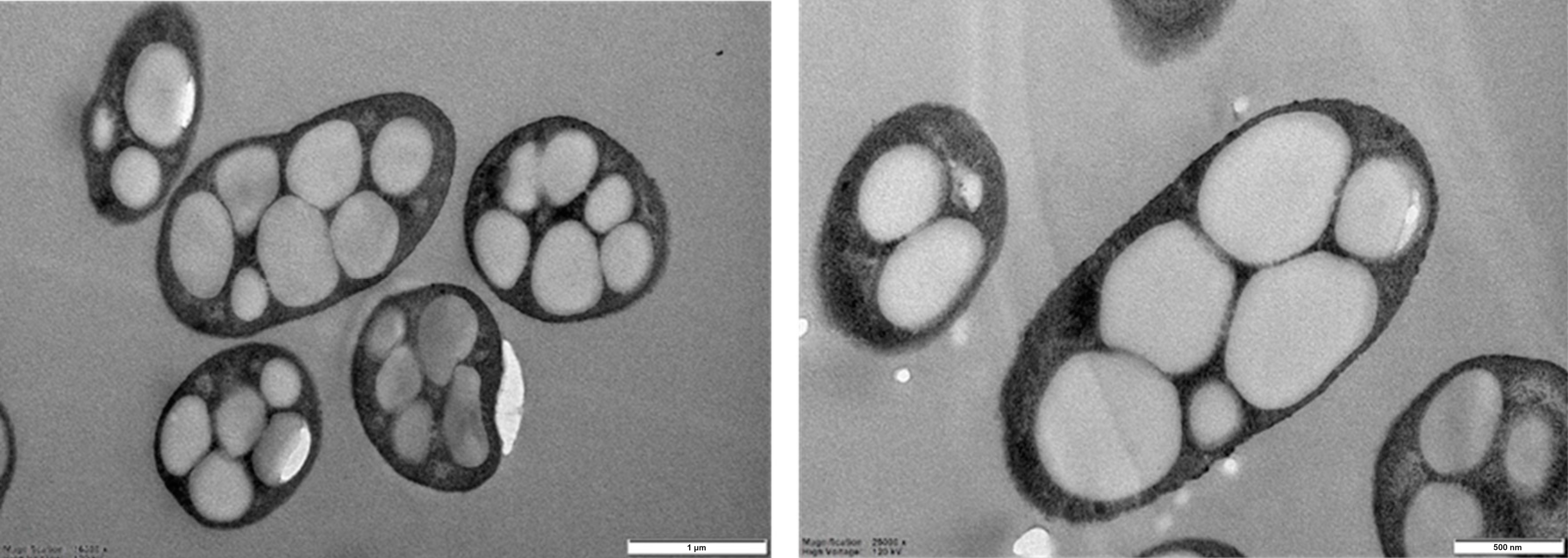
TEM-Aufnahmen von Halomonas sp. YK44 nach 48-stündiger Kultivierung bei 25 °C in MB-Medium.

Die LPSN führt einige Arten in Gattungen, deren Namen aus Abspaltungen von Halomonas hinweisen, darunter:
- Gattung Thiohalomonas (mit Thiohalomonas denitrificans zusätzlich zu H. denitrificans)
- Gattung „Phytohalomonas“
- Gattung Methylohalomonas

Einige Arten werden in der Genome Taxonomy Database (GTDB) von der Gattung abgetrennt und in eigene Gattungen mit provisorischen Bezeichnungen gestellt. Dazu gehören:
- Gattung Halomonas_A mit H. anticariansis, H. qijiaojingensis, H. xinjiangensis
- Gattung Halomonas_B mit H. pantelleriensis, H. salipaludis, H. socia
- Gattung Halomonas_E mit H. niordiana, H. taeanensis
- Gattung Halomonas_F mit H. pacifica

## Phylogenie

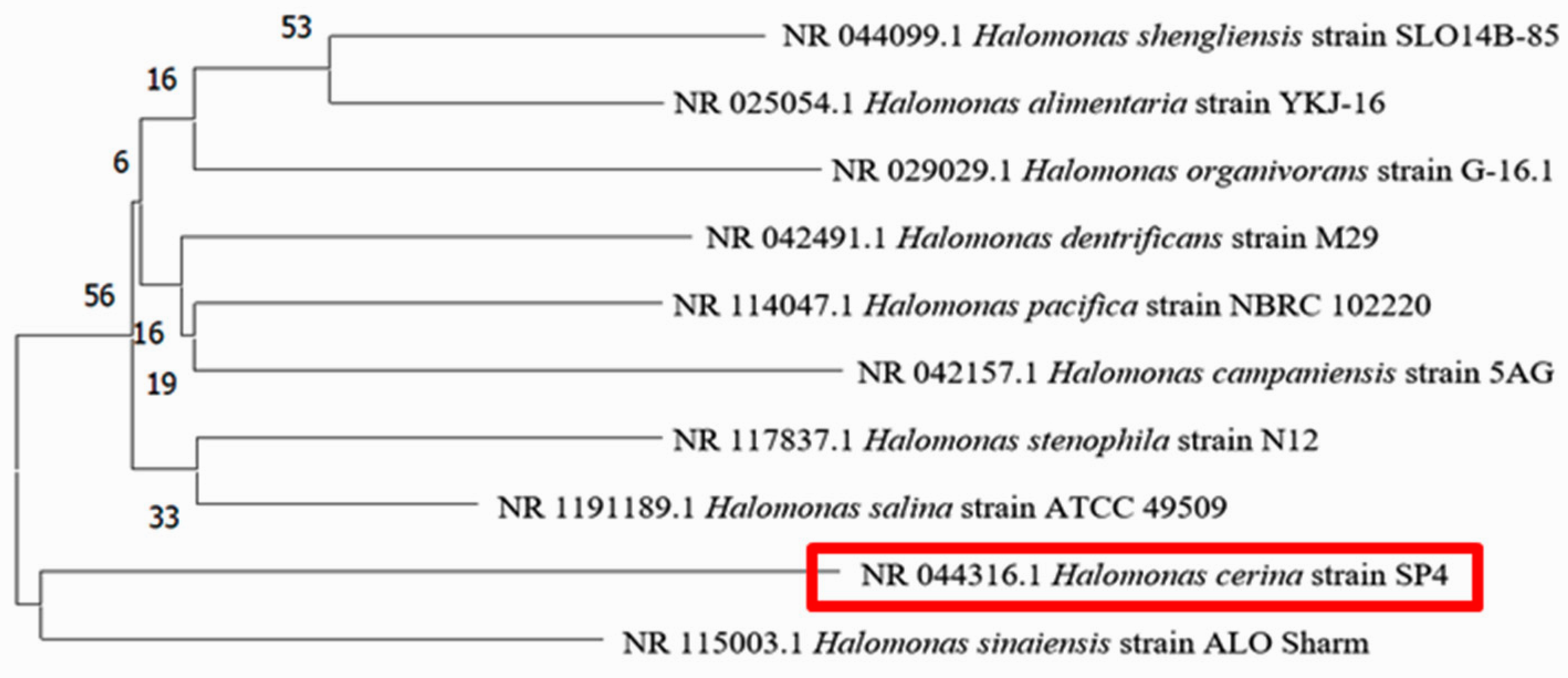
Phylogenetische Analyse mittels Sequenzierung der 16S rRNA von Halomonas cerina SP4 (roter Rahmen) zusammen mit einigen anderen Halomonas-Stämmen.

## Pathogenie
Bestimmte Arten (Spezies) von Halomonas können beim Menschen ein pathogenes Potenzial aufweisen. In einer Studie wurden 2009 von zwei Patienten drei Halomonas-Spezies isoliert (H. stevensii, H. hamiltonii, H. johnsoniae), die in einem Dialysezentrum an Bakteriämie litten. Die Studie stellte die Hypothese auf, dass das in der Dialyseflüssigkeit verwendete Bikarbonat durch die Bakterien verunreinigt worden sein könnte.

## Ökologie und Habitat
Mitglieder der Gattung Halomonas sind weltweit vertreten. Abgesehen von den mutmaßlich pathogenen Spezies findet man sie weltweit in einer Vielzahl von salzhaltigen Umgebungen gefunden, darunter in Flussmündungen, im Meer und in salzhaltigen Binnengewässern (Salzseen und Natronseen), aber auch anderswo.
Beispiele:
- H. elongata – der Referenzstamm DSM:2581 (alias ATCC:33173 oder 1H9) wurde im Juni 1974 in einer Solarsalzanlage auf Bonaire (Niederländische Antillen) gefunden[2]
- H. meridiana – Referenzstamm UQM:3352 alias ACAM:246, ATCC:49692, CIP:104043, DSM:5425, IFO:15608 oder NBRC:15608; weitere Stämme Eplume2.B1, Slthf1.1874b und H4907, letzterer im Marianengraben[8][9]
- H. shengliensis im Shengli-Ölfeld (chinesisch 勝利油田, Pinyin Shènglì Yóutián, englisch Shengli Oil Field) im Nordwesten der chinesischen Provinz Shandong, in der Nähe von Dongying[17]
- H. titanicae an den hölzernen Teilen der untergegangenen RMS Titanic
- H. bluephagenesis (syn. H. sp000219565, Halomonas sp. TD01) im Aydingkol-See, Xinjiang, China.[7]
- H. sp. GFAJ-1 im Mono Lake, einem Natronsee in Kalifornien, USA
- H. sp. R5-57 wurde im Frühjahr 2009 aus der Haut der Roten Seescheide (Halocynthia papillosa) von Barentssee der isoliert.[10]

## Viren

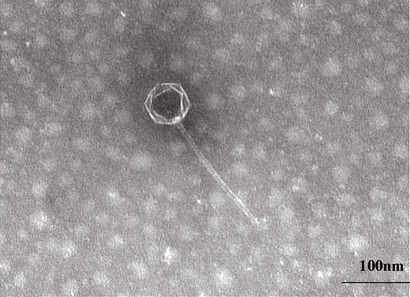
Partikel von „Halomonas-Phage vB_HmeY_H4907“

Wegen der Halophilie ihres Wirtes werden die Halomonas-arten infizierenden Viren als Haloviren klassifiziert.
Dazu gehören:
- vB_HmeY_H4907 – H. meridiana, gefunden im Oberflächensediment des Marianengrabens in einer Tiefe von 8.900 m, wird dort parasitiert von einem Virus (Bakteriophagen) der Klasse Caudoviricetes. Wie im Oktober 2023 berichtet, ist das Virus vom Morphotyp der Siphoviren. Die seitens des International Committee on Taxonomy of Viruses (ICTV) derzeit (Stand September 2023) noch nicht bestätigte Spezies trägt die vorläufige Bezeichnung „Halomonas-Phage vB_HmeY_H4907“ und gehört vorschlagsgemäß zu einer neuen Familie „Suviridae“. Zum Zeitpunkt einer Auffindung war es das weltweit in der größten Ozeantiefe gefundene Virus.[9][18]
- F9-11 – Caudoviricetes: Siphoviren – Wirt: Halomonas halophila (früher Deleya halophila, Halomonadaceae), Fundort: Alicante, Spanien[19][20]
- ΦgspC – Caudoviricetes: Myoviren – Wirt: Halomonas sp. (Halomonadaceae), Fundort: Great Salt Plains Lake, National Wildlife Refuge, USA

## Anwendungen
H. bluephagenesis (Referenzstamm TD01) ist ein haloalkaliphiles Bakterium und nativer (natürlicher) Produzent von Polyhydroxybutyrat (auch Polyhydroxybuttersäure, PHB). Dieser Stamm könnte, ggf. nach gentechnischer Modifikation des Wildtyps (etwa mit der Genschere CRISPR/Cas9) könnte im Rahmen einer industriellen Biotechnologie der nächsten Generation (englisch next generation industrial biotechnology, NGIB) die Basis für eine Bioproduktion dieses Stoffes bilden.